# 雙林寺 (渋川市)

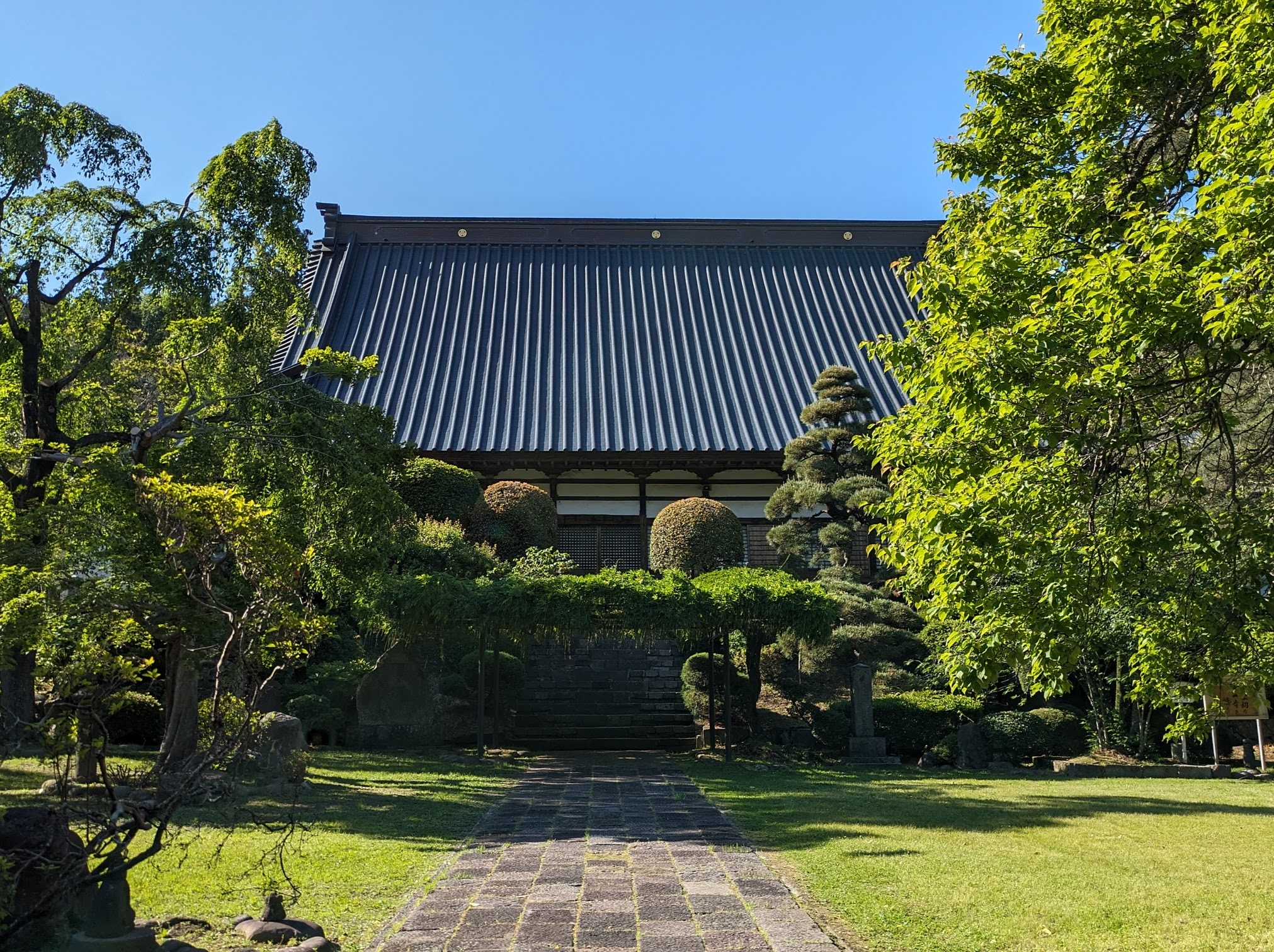
本堂

雙林寺（そうりんじ）は、群馬県渋川市（旧子持村）にある曹洞宗の寺院である。山号は最大山。院号は春日院。本尊は釈迦如来。

## 歴史
上野国守護上杉憲実の家宰だった長尾景仲が、文安4年（1447年）（一説には宝徳2年（1450年））に月江正文を開山として創建された。その後、沼田氏、小幡氏、武田氏、長野氏などが壇越となった。
15世紀から16世紀には当寺の老僧10人を中心とする禅問答（法問）に全国各地から修行者が集まり教勢を拡大した。「雙林寺の水をのまざる者は禅僧にあらず」とまで言われ、2000人の雲水を抱えた。
延享4年（1747年）の寺院本末帳には、出羽国・陸奥国から紀伊国・出雲国・豊前国にかけて769ケ寺が末寺として記されている。また、雙林寺は總持寺及び最乗寺の輪番地であり、両寺院へ輪番僧が赴く輪住制度が近世まで継続した。
近世には上野国・信濃国・越後国・佐渡国にある曹洞宗寺院を支配する「四箇国僧録之上」の地位にあった。この寺務を補助するため、近門7ケ寺と呼ばれた嶽林寺（みなかみ町）、双松寺（高山村）、良珊寺（渋川市）、双玄寺（渋川市）、福増寺（渋川市）、宮昌寺（榛東村）、元景寺（前橋市）から交代で僧が雙林寺に勤務した。なお、近世の朱印地の石高は30石であった。
近代になり僧録制度、末寺制度、輪住制度、近門制度等は廃止され、曹洞宗の独立した寺院となった。

## 文化財

### 群馬県指定文化財
重要文化財
- 雙林寺 7棟（建造物） - 2024年（令和6年）3月22日指定[4]。
  - 本堂
  - 鐘楼
  - 開山堂
  - 書院
  - 宝蔵
  - 山門
  - 萬松関
  - 附指定：棟札 3枚
- 長尾昌賢木像

天然記念物
- 千本カシ
- 大カヤ

史跡
- 鳥酔翁塚

### 渋川市指定文化財
重要文化財
- 木喰仏

天然記念物
- ヒイラギモクセイ

## 所在地
群馬県渋川市中郷2399